# رامگره، هند
رامگره (به انگلیسی: Ramgarh) یک منطقهٔ مسکونی در هند است که در بخش سیکار واقع شده‌است. رامگره ۳۳٬۰۲۴ نفر جمعیت دارد و ۳۰۶ متر بالاتر از سطح دریا واقع شده‌است.